# 포수엘로데알라르콘

포수엘로데알라르콘의 위치

포수엘로데알라르콘(Pozuelo de Alarcón)은 스페인 마드리드 지방의 도시이다.